# Boudewijn Cornelis Damsteegt
Boudewijn Cornelis Damsteegt (Rotterdam, 5 juli 1915 - Leiden, 26 oktober 2003) was een Nederlands neerlandicus. 

## Studie
B.C. (Kees) Damsteegt haalde zijn HBS-B eindexamen en deed vervolgens staatsexamen gymnasium-α, omdat hij Nederlands wilde studeren. In 1940 behaalde haalde hij in Leiden zijn doctoraal examen. Hij promoveerde aan de Rijksuniversiteit Utrecht in 1942. Zijn proefschrift was getiteld Nieuwe Spiegel der Zeevaart. Nederlandse namen op zeekaarten uit de 16e en 17e eeuw.

## Carrière
In 1942 werd hij docent Nederlands in Den Haag aan de HBS Beeklaan. Later werd hij benoemd aan het Gymnasium Haganum. In 1955 ging hij terug naar de Universiteit Leiden, waar hij begon als docent fonetiek en spraaktechniek. Zijn belangstelling ging ook uit naar de oude teksten van Bredero, Hooft, Huygens en Van Leeuwenhoek, waarover hij veel publiceerde. In 1968 werd het Talenlaboratorium van de universiteit opgericht, waarvan hij de eerste directeur werd. 
Op 1 januari 1980 werd hij, zoals alle toenmalige lectoren, tot hoogleraar bevorderd en in 1981 ging hij met emeritaat. Hij werd opgevolgd door C. van Bree.

## Werken (selectie)
- Nieuwe spiegel der zeevaart : Nederlandse namen op zeekaarten uit de 16e en 17e eeuw, proefschrift Rijksuniversiteit Utrecht, 1942
- In de doolhof van het Nederlands : alfabetisch gerangschikte aanwijzingen voor een zuiver taalgebruik, 1948
- Over relevante kenmerken van fonemen en de Nederlandse r, 1969
- Van Spiegel tot Leeuwenhoek : syntaktische en stilistische verschijnselen in 17e-eeuwse teksten, 1981